# Saint-Valentin
Saint-Valentin é uma comuna francesa na região administrativa do Centro, no departamento Indre. Estende-se por uma área de 25,55 km². Em 2010 a comuna tinha 287 habitantes (densidade: 11,2 hab./km²).